# Аккольський район
Акко́льський район (каз. Ақкөл ауданы, рос. Аккольский район) — адміністративна одиниця у складі Акмолинської області Казахстану. Адміністративний центр — місто Акколь.

## Населення
Населення — 24808 осіб (2021; 27120 у 2009, 32815 у 1999, 41154 у 1989).
Національний склад (станом на 2016 рік):
- казахи — 11295 осіб (72,79 %)
- росіяни — 10295 осіб (39,00 %)
- німці — 1557 осіб (5,90 %)
- українці — 1152 особи
- татари — 582 особи
- білоруси — 378 осіб
- поляки — 352 особи
- башкири — 74 особи
- азербайджанці — 68 осіб
- корейці — 60 осіб
- молдовани — 53 особи
- інгуші — 44 особи
- вірмени — 43 особи
- чеченці — 43 особи
- удмурти — 39 осіб
- марійці — 33 особи
- мордва — 18 осіб
- інші — 309осіб

## Історія
Район був утворений 3 вересня 1928 року як Сталінський з центром в селищі Алексієвка. 25 листопада 1961 року він був перейменований на Ленінський, 2 січня 1963 року — на Алексієвський, з 14 листопада 1997 року має сучасну назву. 2009 року було ліквідовано Мінський сільський округ, село Степногорське було передане до складу Богембайського сільського округу Степногорської міської адміністрації, села Мінське та Селета — до складу Іскрівського сільського округу. 2013 року зі складу району був виділений Черняковський сільський округ (село Кириккудик) та переданий до складу Степногорської міської адміністрації. Того ж року зі складу району був виділений Богембайський сільський округ (села Богембай та Степногорське) і також переданий до складу Степногорської міської адміністрації.

## Склад
До складу району входять 1 міська та 1 сільська адміністрації, 7 сільських округів:
| Поселення                          | Площа, км² | Населення, осіб (1989) | Населення, осіб (1999) | Населення, осіб (2009) | Населення, осіб (2021) | Центр         | Населені пункти |
| ---------------------------------- | ---------- | ---------------------- | ---------------------- | ---------------------- | ---------------------- | ------------- | --------------- |
| Аккольська міська адміністрація    | -          | 19874                  | 16493                  | 14815                  | 16417                  | Акколь        | 4               |
| Азатська сільська адміністрація    | -          | 1754                   | 1478                   | 1152                   | 969                    | Азат          | 1               |
| Жалгизкарагайський сільський округ | -          | 1523                   | 1024                   | 627                    | 426                    | Жалгизкарагай | 3               |
| Єнбецький сільський округ          | -          | 2256                   | 1634                   | 1193                   | 869                    | Єнбек         | 3               |
| Карасайський сільський округ       | -          | 4416                   | 3210                   | 1852                   | 1044                   | Кина          | 3               |
| Кенеський сільський округ          | -          | 2791                   | 2131                   | 2059                   | 1509                   | Домбирали     | 4               |
| Наумовський сільський округ        | -          | 2114                   | 1903                   | 1437                   | 1009                   | Наумовка      | 3               |
| Новорибинський сільський округ     | -          | 2574                   | 1710                   | 1363                   | 954                    | Новорибинка   | 3               |
| Урюпінський сільський округ        | -          | 3852                   | 3232                   | 2622                   | 1611                   | Урюпінка      | 5               |

## Найбільші населені пункти
Населені пункти з чисельністю населення понад 1000 осіб:
| № | Населений пункт | Населення, осіб (1989) | Населення, осіб (1999) | Населення, осіб (2009) | Населення, осіб (2021) |
| - | --------------- | ---------------------- | ---------------------- | ---------------------- | ---------------------- |
| 1 | Акколь          | 19 664                 | 15 682                 | 14 217                 | 16 017                 |
| 2 | Урюпінка        | 2 102                  | 1 649                  | 1 590                  | 1 017                  |

## Транспорт
Дороги районного значення:
| Індекс   | Назва                              | Довжина, км |
| -------- | ---------------------------------- | ----------- |
| KC-АК-1  | Єрназар — Наумовка                 | 29          |
| KC-АК-2  | Кина — Карасай                     | 19          |
| KC-АК-3  | Сазди-булак — Степногорське        | 16          |
| KC-АК-4  | під'їзд до села Єнбек              | 2           |
| KC-АК-5  | під'їзд до села Домбирали          | 5,5         |
| KC-АК-6  | Азат — Кара-Найза                  | 7           |
| KC-АК-7  | Кайнар — Жалгизкарагай — Тастиадир | 30          |
| KC-АК-8  | Юрупінка — Єрофієвка               | 12          |
| KC-АК-9  | Курилис — Кара-Озек                | 7           |
| KC-АК-10 | Єнбек — Табігат                    | 15          |
| KC-АК-11 | Єрназар-Наумовка — Орнек           | 20          |
| KC-АК-12 | Новорибинка — Курилис              | 18          |